# 818 هـ
818 هـ هي سنة في التقويم الهجري امتدت مقابلةً في التقويم الميلادي بين سنتي 1415 و1416.

## مواليد
- أحمد بن إبراهيم بن سبط ابن العجمي

## وفيات
- ابن السكاك المكناسي، فقيه ومفسر مغربي.